# Etajima
Etajima  (japanska: 江田島市?, Etajima-shi) är en stad i Hiroshima prefektur i Japan. Staden bildades 2004 genom sammanslagning av kommunerna Etajima, Nōmi, Ōgaki och Okimi. Staden ligger i Hiroshimabukten i Japanska innanhavet, Seto-naikai, och består av öarna Etajima och Nōmijima, totalt 91,32 km², samt kringliggande småöar.  